# HD 162826
HD 162826は、我々の太陽と兄弟関係にあると目される恒星。地球からヘルクレス座の方向に約109光年の距離にある7等星。

## 概要
| 太陽 | HD 162826 |
| ---- | --------- |
| 太陽 | Exoplanet |

F型主系列星に分類され、表面温度は6,210 ± 13Kと、太陽(G2V、5,778K)より430Kほど高い。太陽より質量で15％、半径で11%大きい。鉄と水素の質量比を太陽の鉄と水素の質量比と比較してその常用対数で示した [Fe/H] は0.03 ± 0.01と、太陽よりも7%ほど金属量が多いことを示している。
2014年5月にテキサス大学の研究チームは、スペクトルに関して高品位でS/N比の高いデータが取れる30個の候補天体の化学組成と固有運動を精査した結果、太陽と似た組成を持ち、太陽が誕生した時期まで固有運動を遡ると同じ分子雲で生まれた可能性が高いことから、HD 162826は「太陽の兄弟星 (Solar sibling) 」であるとの結論を発表した。